# Marais des Trois Vaches
Le Marais des Trois Vaches est un espace vert situé à l’est de la ville d’Amiens au voisinage des communes de Longueau et de Cagny.

## Historique
Jusqu'au XIXe siècle, l'exploitation de la tourbe a nécessité le creusement par l'homme d'étangs. Jusque dans les années 1950, les prairies humides étaient louées à des agriculteurs et à des maraîchers ; les étangs à des sociétés de pêche. La ville d'Amiens propriétaire du site l'a aménagé en espace naturel de loisirs.
Le 18 décembre 2017, le marais des Trois Vaches été inclus dans le site Ramsar : Marais et tourbières des vallées de la Somme et de l'Avre.

## Caractéristiques
Le marais de Trois Vaches est composé d’un ensemble de milieux, aquatiques, amphibies et terrestres. Il est situé dans la vallée de l’Avre avant sa confluence avec celle de la Somme. Les étangs ont été formés par l’exploitation de tourbières qui sont en cours d’envasement. Ces marais tourbeux alcalins sont en cours de reboisement.
Sur les parties envasées la végétation se compose de mégaphorbiaies, de roselières eutrophes, de saules cendrés, peupliers.
Les étangs sont en cours d'envasement par l’arrivée d’eaux du réseau pluvial. Sur les parties envasées prospèrent des mégaphorbiaies, des roselières eutrophes, de saulaies à saule cendré. Sur les parties terrestres se trouvent des peupleraies.

### Flore
- roselière
- douce amère
- épilobe hirsute
- iris faux acore
- massette à larges feuilles
- angélique des bois
- ortie d'eau
- eupatoire
- ronce bleue
- berce des marais
- prêle des champs
- grande consoudre
- cardemine des prés
- cirse des marais
- cirse des champs
- sureau noir
- houblon sauvage
- aubépine à un style
- cornouiller sanguin
- saule cendré
- frêne commun
- clématite vigne blanche
- peuplier hybride
- marronnier[3]

### Faune
98 espèces d'oiseaux parmi lesquelles :
- bécassine des marais
- bergeronnette grise
- canard colvert
- canard souchet
- cygne tuberculé
- étourneau
- foulque macroule
- grand cormoran
- grèbe castagneux
- grèbe huppé
- héron cendré
- hirondelle
- loriot d'Europe
- merle noir
- mésange charbonnière
- mésange à longue queue
- mouette rieuse
- pic épeiche
- pinson des arbres
- rouge-gorge
- sarcelle d'hiver
- tarin des aulnes[3],[4]

## Pour approfondir